# Ostrowiec (Lubaczów)
Ostrowiec – część miasta Lubaczów, do 1934 samodzielna wieś. Leży na południowy wschód od centrum miasta, wzdłuż ulicy Sobieskiego. Przy wylocie ulic Niemirowskiej, Ostrowieckiej i Starzyny zbieg ulic tworzy centralny plac (obecnie rondo).

## Historia
Dawniej wieś i gmina jednostkowa w powiecie lubaczowskim, za II RP w woј. lwowskim. 9 kwietnia 1934 włączony do Lubaczowa.